# .um
.um è stato il dominio di primo livello nazionale assegnato alle Isole minori esterne degli Stati Uniti d'America dal 1997 al 2007.